# Cassandra Luci
La principessa Cassandra Luci Poniatowski (Roma, 1785 – Firenze, 1866) è stata una nobildonna italiana, consorte del principe Stanislao Poniatowski, nipote dell'ultimo sovrano del regno di Polonia Stanislao II.

## Biografia
Cassandra Luci nacque a Roma nel 1785 dal cavaliere Angiolo Luci (o Angelo Luci) di Tivoli ma originario di Todi, e da Maria Monadelli . 
Cassandra, sposata in prime nozze a Vincenzo Venturini Bellonch , originario di Castelnuovo di Farfa, creduto morto nella campagna napoleonica di Spagna , si legò affettivamente, appena ventenne, al principe Stanislao Poniatowski. Dalla relazione con il principe, Cassandra Luci ebbe cinque figli, nati tra il 1806 e il 1816, fuori dal matrimonio: Isabella Luci (Roma, 1806 - Firenze, 1896), Carlo Luci (Roma, 1808 - Firenze, 1887), Costanza Luci (Roma, 1811- Firenze, 1851), Giuseppe Luci (Roma, 1814 - Londra, 1873), Michele Luci (Roma, 1816 - Firenze, 1864). Il principe Poniatowski tentò invano di ottenere l'annullamento dalla Sacra Rota del matrimonio tra la Luci e il Bellonch. 

### Da Roma a Firenze
Nel 1822 in seguito al trasferimento a Firenze, il principe Stanislao ottenne dal granduca di Toscana Ferdinando III d'Asburgo-Lorena la possibilità di riconoscere i figli, «abilitati a godere delle prerogative ed onori della Nobiltà, ad essi competente per diritto di sangue». Fu così che il granduca di Toscana concesse agli eredi di Stanislao i titoli di conti e principi di Monterotondo, dal nome di una proprietà del principe presso Livorno. In seguito alla morte del primo marito, nel 1830 Cassandra e Stanislao convolarono finalmente a nozze. Ma solo tre anni più tardi, nel 1833, il principe morì. 